# Tyrone Hill
Tyrone Hill (nacido el 19 de marzo de 1968 en Cincinnati, Ohio) es un exjugador de baloncesto estadounidense que disputó 14 temporadas en la NBA. Con 2,05 metros de altura, jugaba en la posición de ala-pívot.

## Trayectoria deportiva

### Universidad
Jugó durante cuatro temporadas con los Musketeers de la Universidad de Xavier, en las que promedió en total 15,9 puntos y 11,0 rebotes por partido.

### Profesional
Fue elegido en el undécimo puesto del Draft de la NBA de 1990 por Golden State Warriors, quienes buscaban a un buen atleta y reboteador, que complementara el juego del denominado Run TMC, el fantástico trío de jugadores que formaban Tim Hardaway, Mitch Richmond y Chris Mullin. La presencia de estos jugadores hizo que jugara más en la posición de pívot, logrando sus mejores números en California en su tercera y última temporada allí, cuando promedió 8,6 puntos y 10,2 rebotes por partido.
En la temporada 1993-94 fue traspasado a Cleveland Cavaliers, donde a las órdenes de Mike Fratello regresó a su puesto de ala-pívot, y con quien conseguiría ganarse la invitación para participar en el All-Star Game de 1995, en una temporada en la que promedió 13,8 puntos y 10,9 rebotes por encuentro.
En 1997, una operación a tres bandas le situó en los Milwaukee Bucks junto con Terrell Brandon, operación en que se vieron involucrados además los Cleveland Cavaliers, que recibieron a Sherman Douglas y Shawn Kemp y Seattle Supersonics que recibió a Vin Baker. Allí jugó durante temporada y media, siendo enviado a Philadelphia 76ers, donde formó una pareja temible debajo de los tableros junto a Dikembe Mutombo, llegando a las Finales de la NBA en 2001, siendo derrotados por Los Angeles Lakers. Regresó a Cleveland durante una temporada, para terminar su carrera deportiva en los Miami Heat. En sus 15 años de profesional promedió 9,4 puntos y 8,6 rebotes por partido.

## Estadísticas de su carrera en la NBA

### Temporada regular
| Año      | Equipo       | PJ  | PT  | MPP  | %TC   | %3P  | %TL  | RPP  | APP | ROB | TPP | PPP  |
| -------- | ------------ | --- | --- | ---- | ----- | ---- | ---- | ---- | --- | --- | --- | ---- |
| 1990-91  | Golden State | 74  | 22  | 16.1 | .492  | –    | .632 | 5.2  | .3  | .4  | .4  | 5.3  |
| 1991-92  | Golden State | 82  | 75  | 23.0 | .522  | .000 | .694 | 7.2  | .6  | .9  | .5  | 8.2  |
| 1992-93  | Golden State | 74  | 66  | 28.0 | .508  | .000 | .624 | 10.2 | .9  | .6  | .5  | 8.6  |
| 1993-94  | Cleveland    | 57  | 20  | 25.4 | .543  | .000 | .668 | 8.8  | .8  | .9  | .6  | 10.6 |
| 1994-95  | Cleveland    | 70  | 67  | 34.2 | .504  | .000 | .662 | 10.9 | .8  | .8  | .6  | 13.8 |
| 1995-96  | Cleveland    | 44  | 2   | 21.1 | .512  | –    | .600 | 5.5  | .8  | .7  | .5  | 7.8  |
| 1996-97  | Cleveland    | 74  | 70  | 34.9 | .600  | .000 | .633 | 9.9  | 1.2 | .9  | .4  | 12.9 |
| 1997-98  | Milwaukee    | 57  | 56  | 36.2 | .498  | .000 | .608 | 10.7 | 1.5 | 1.2 | .5  | 10.0 |
| 1998-99  | Milwaukee    | 17  | 17  | 30.4 | .424  | –    | .568 | 7.9  | 1.0 | 1.1 | .5  | 8.6  |
| 1998-99  | Philadelphia | 21  | 6   | 28.0 | .480  | –    | .507 | 7.3  | .9  | .8  | .4  | 8.5  |
| 1999-00  | Philadelphia | 68  | 65  | 31.7 | .485  | .000 | .691 | 9.2  | .8  | .9  | .4  | 12.0 |
| 2000-01  | Philadelphia | 76  | 75  | 31.1 | .474  | .000 | .630 | 9.0  | .6  | .5  | .4  | 9.6  |
| 2001-02  | Cleveland    | 26  | 26  | 31.2 | .390  | .000 | .650 | 10.5 | .9  | .7  | .5  | 8.0  |
| 2002-03  | Cleveland    | 32  | 25  | 26.7 | .431  | –    | .733 | 8.3  | 1.0 | 1.0 | .6  | 6.3  |
| 2002-03  | Philadelphia | 24  | 18  | 20.7 | .404  | –    | .600 | 5.2  | .4  | .6  | .3  | 4.5  |
| 2003-04  | Miami        | 5   | 0   | 7.6  | .600  | –    | .750 | 1.6  | .0  | .0  | .2  | 1.8  |
| Total    | Total        | 801 | 610 | 28.0 | .502  | .000 | .643 | 8.6  | .8  | .8  | .5  | 9.4  |
| All-Star | All-Star     | 1   | 0   | 6.0  | 1.000 | –    | –    | 4.0  | .0  | –   | –   | 2.0  |

### Playoffs
| Año   | Equipo       | PJ | PT | MPP  | %TC  | %3P  | %TL   | RPP  | APP | ROB | TPP | PPP  |
| ----- | ------------ | -- | -- | ---- | ---- | ---- | ----- | ---- | --- | --- | --- | ---- |
| 1991  | Golden State | 9  | 0  | 8.9  | .643 | .000 | .667  | 2.6  | .2  | .3  | .4  | 2.4  |
| 1992  | Golden State | 4  | 1  | 11.8 | .429 | –    | .000  | 2.0  | .3  | .5  | .0  | 1.5  |
| 1994  | Cleveland    | 3  | 3  | 41.0 | .407 | –    | .541  | 10.3 | 1.3 | .3  | .3  | 14.0 |
| 1995  | Cleveland    | 4  | 4  | 34.8 | .310 | .000 | .640  | 5.8  | .8  | 1.8 | .3  | 8.5  |
| 1996  | Cleveland    | 3  | 0  | 17.7 | .750 | –    | .778  | 5.0  | .0  | .0  | .0  | 8.3  |
| 1999  | Philadelphia | 8  | 1  | 24.5 | .487 | –    | .368  | 7.4  | .0  | .4  | .3  | 5.6  |
| 2000  | Philadelphia | 10 | 10 | 35.2 | .460 | .000 | .705  | 9.7  | .9  | .9  | .1  | 12.3 |
| 2001  | Philadelphia | 23 | 23 | 32.3 | .409 | .000 | .679  | 7.3  | .4  | .6  | .5  | 7.2  |
| 2003  | Philadelphia | 10 | 0  | 14.1 | .632 | –    | 1.000 | 2.8  | .2  | .1  | .1  | 2.8  |
| Total | Total        | 74 | 42 | 25.3 | .451 | .000 | .628  | 6.1  | .4  | .5  | .3  | 6.6  |